# NGC 5319
NGC 5319 est une vaste et lointaine galaxie spirale située dans la constellation des Chiens de chasse. Sa vitesse par rapport au fond diffus cosmologique est de 15 323 ± 16 km/s, ce qui correspond à une distance de Hubble de 226 ± 16 Mpc (∼737 millions d'al). NGC 5319 a été découverte par l'astronome irlandais R. J. Mitchell en 1856.
Note. La galaxie NGC 5319 n'est pas PGC 49124 qui est au sud-ouest de PGC 84061.